# Kastell Wallsee

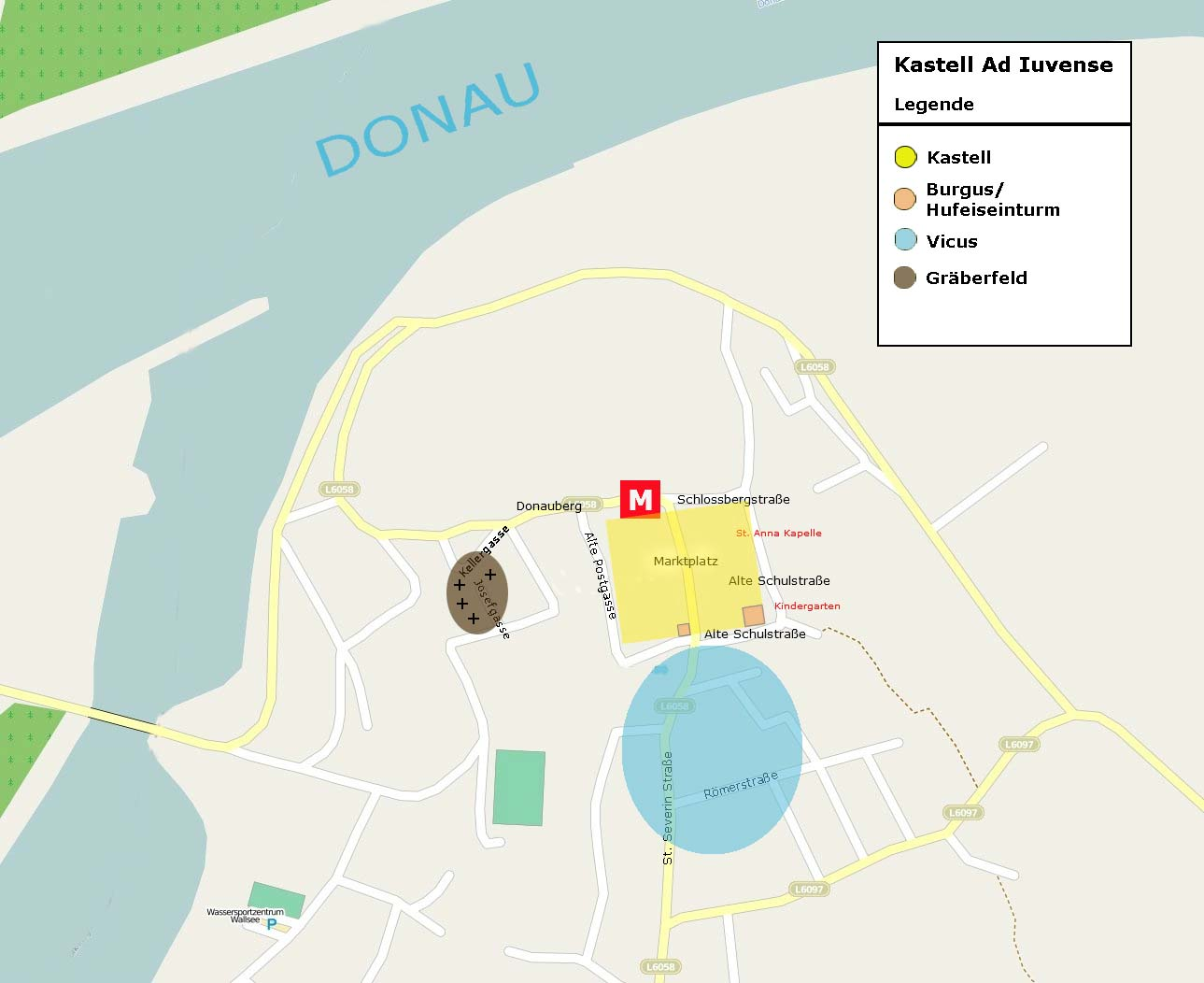
Lageskizze römischer Militär-, Siedlungsbefunde und Gräberfelder in Wallsee

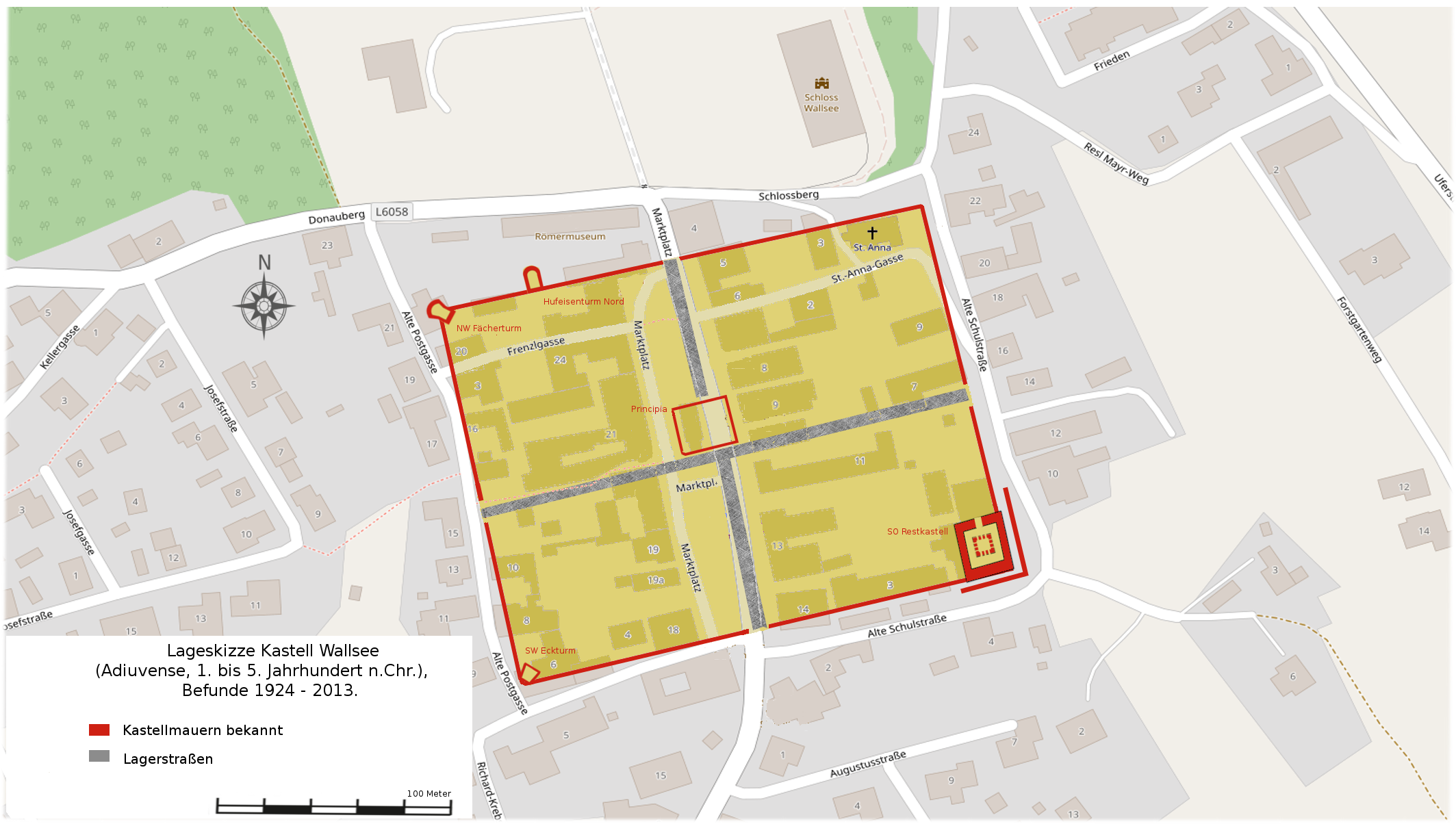
Befundskizze 1924–2013

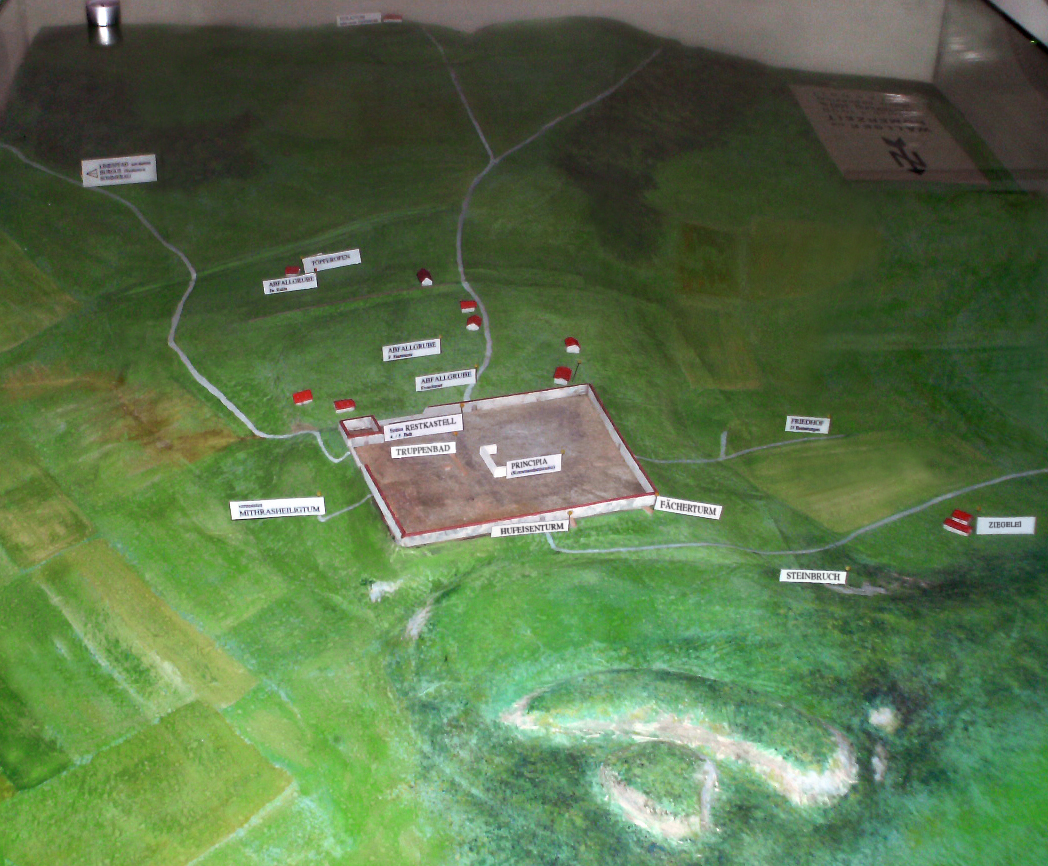
Modell des mittelkaiserzeitlichen Kastells im Römermuseum

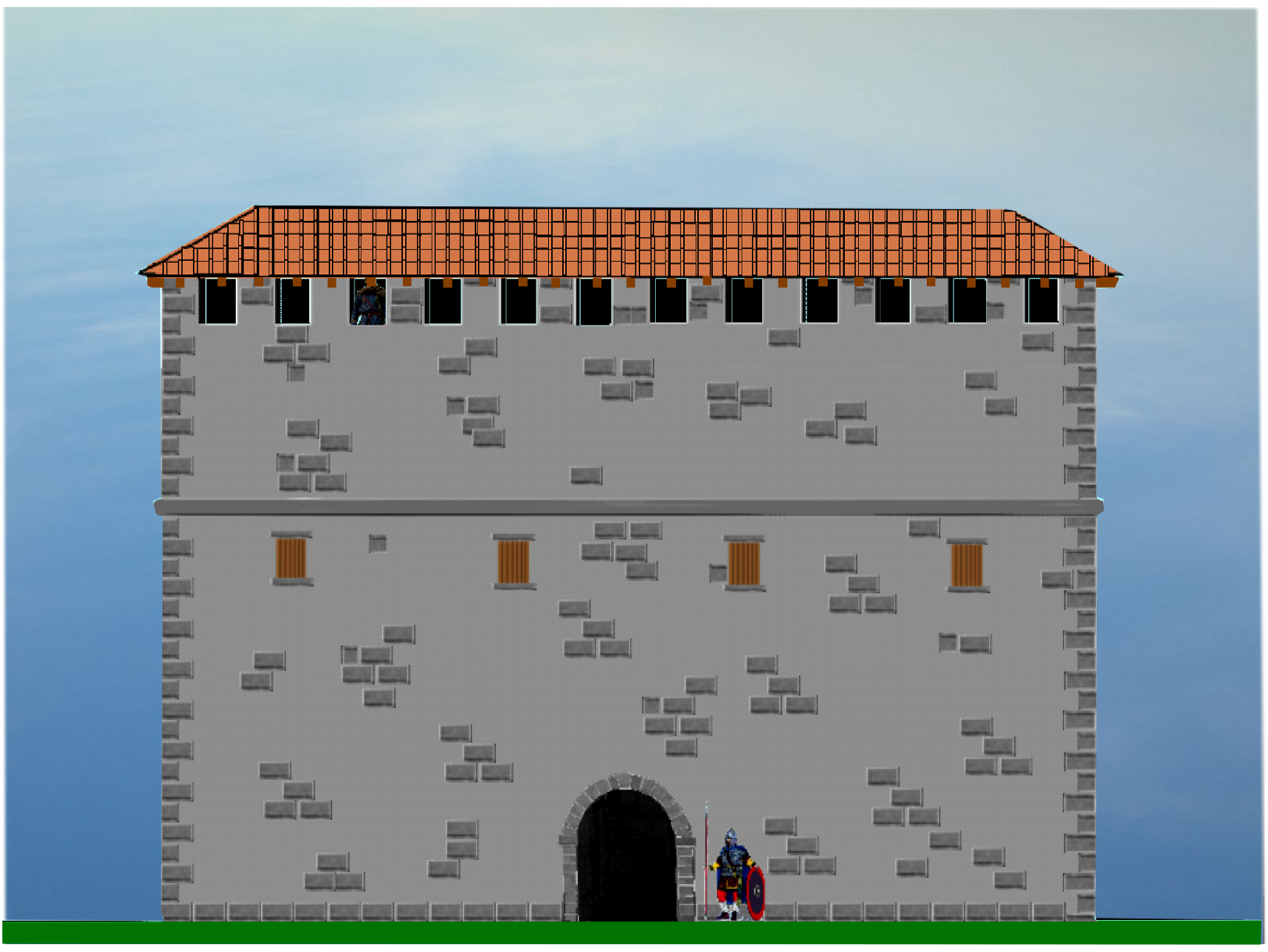
Rekonstruktionsskizze des spätrömischen Restkastells, Ansicht von Nord

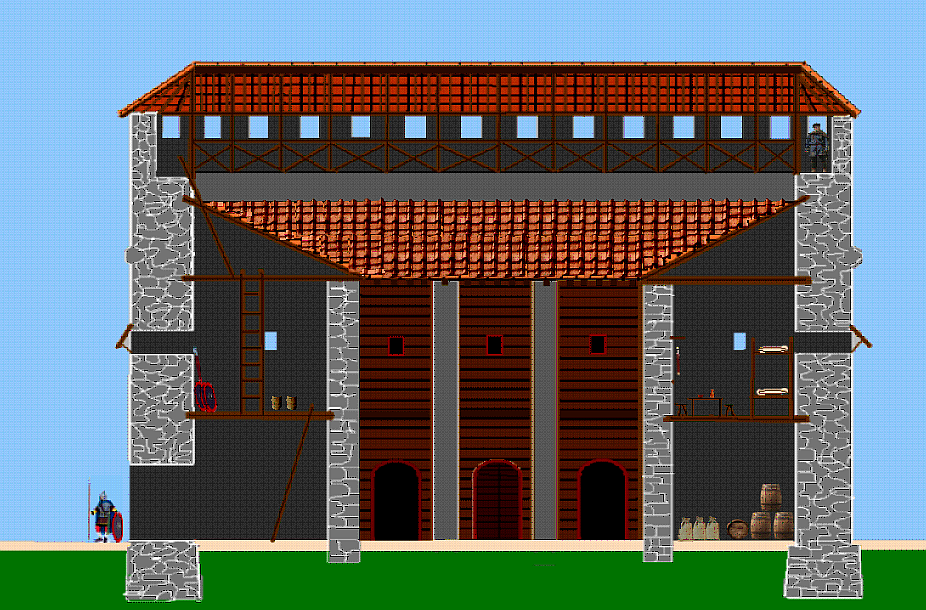
Schnitt durch das spätrömische Kastell

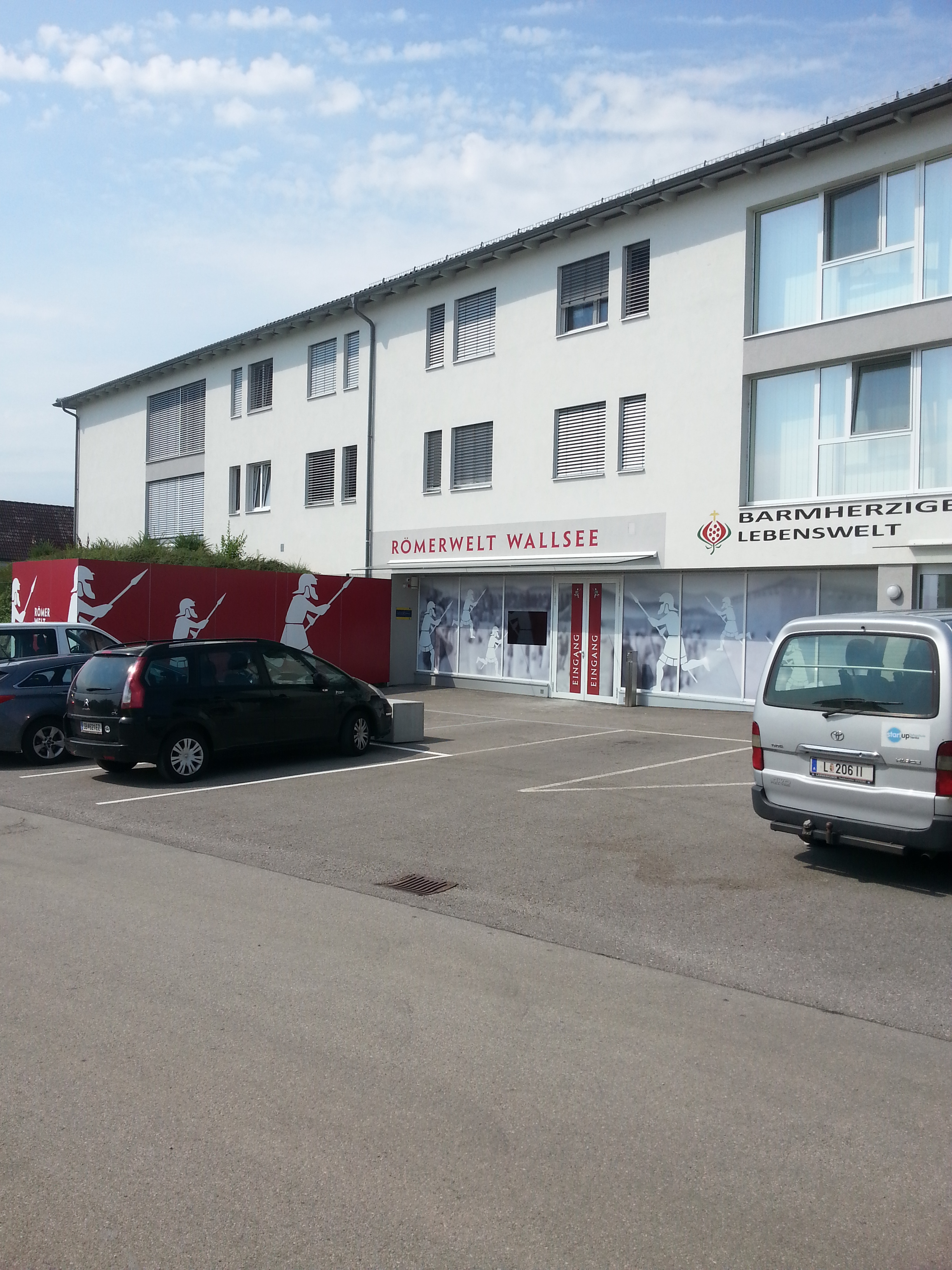
Römerwelt Wallsee

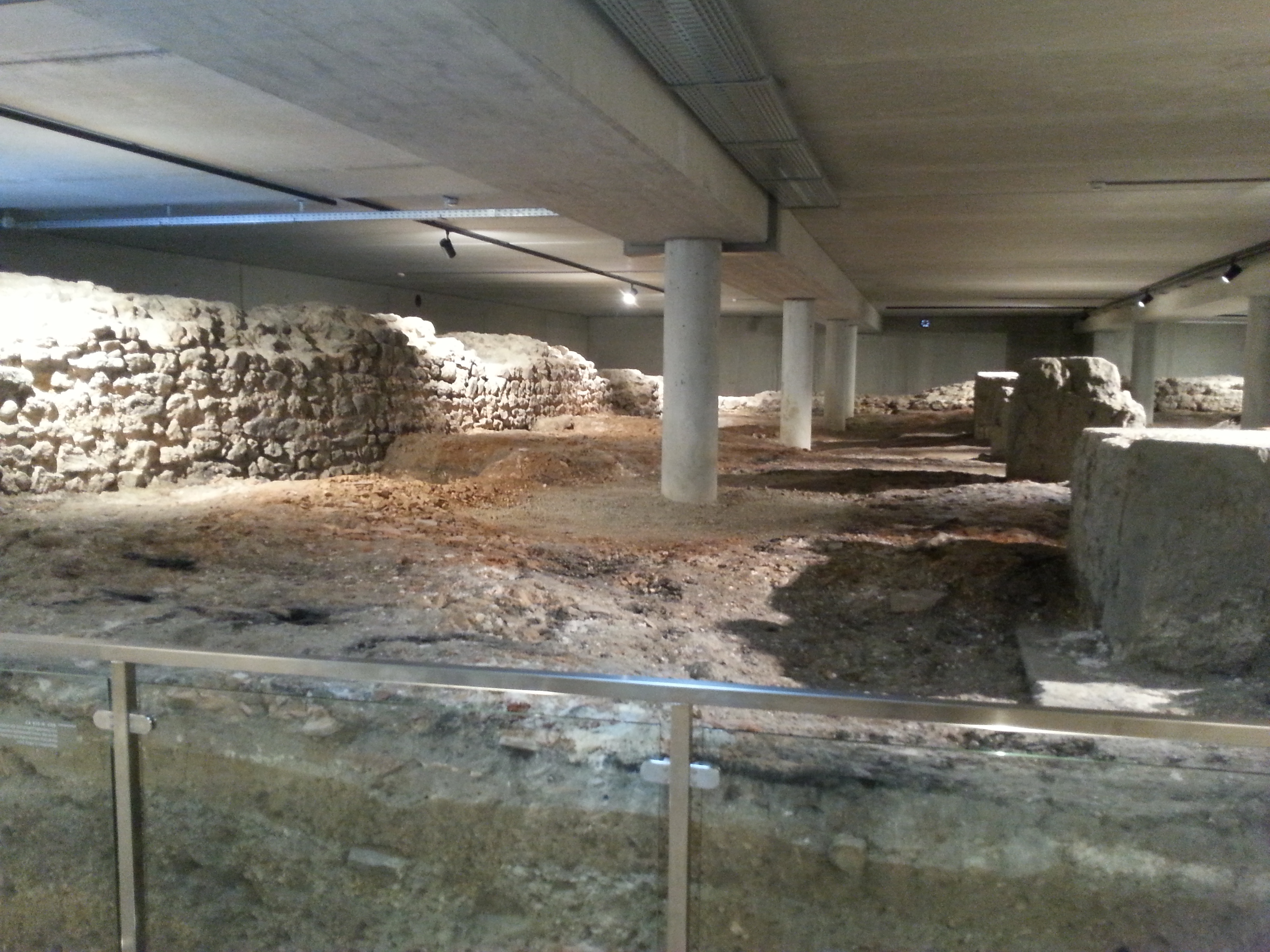
Konservierte Mauern des Restkastells in der Römerwelt Wallsee

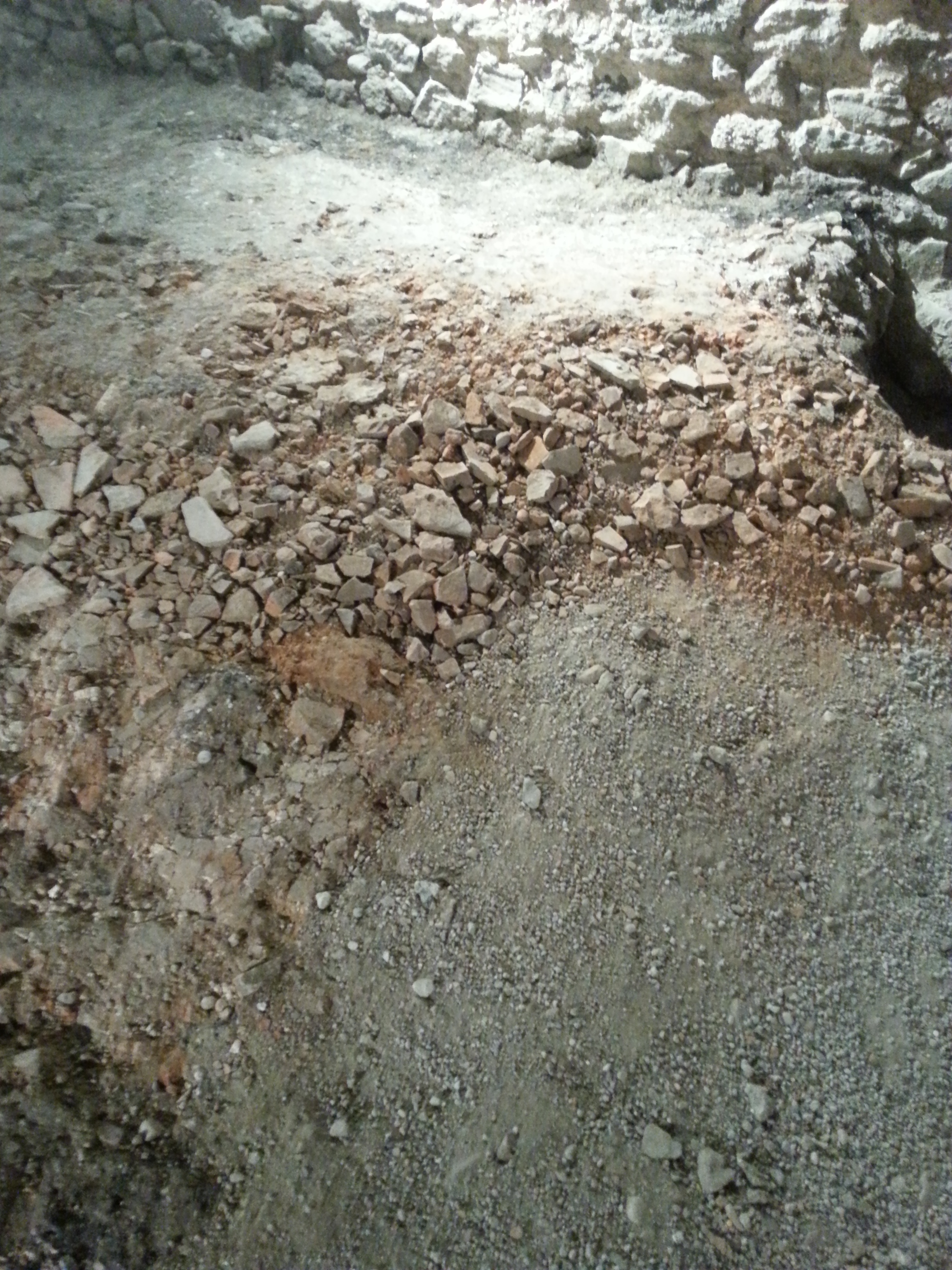
Ziegelbruch vom Dach des Kastells

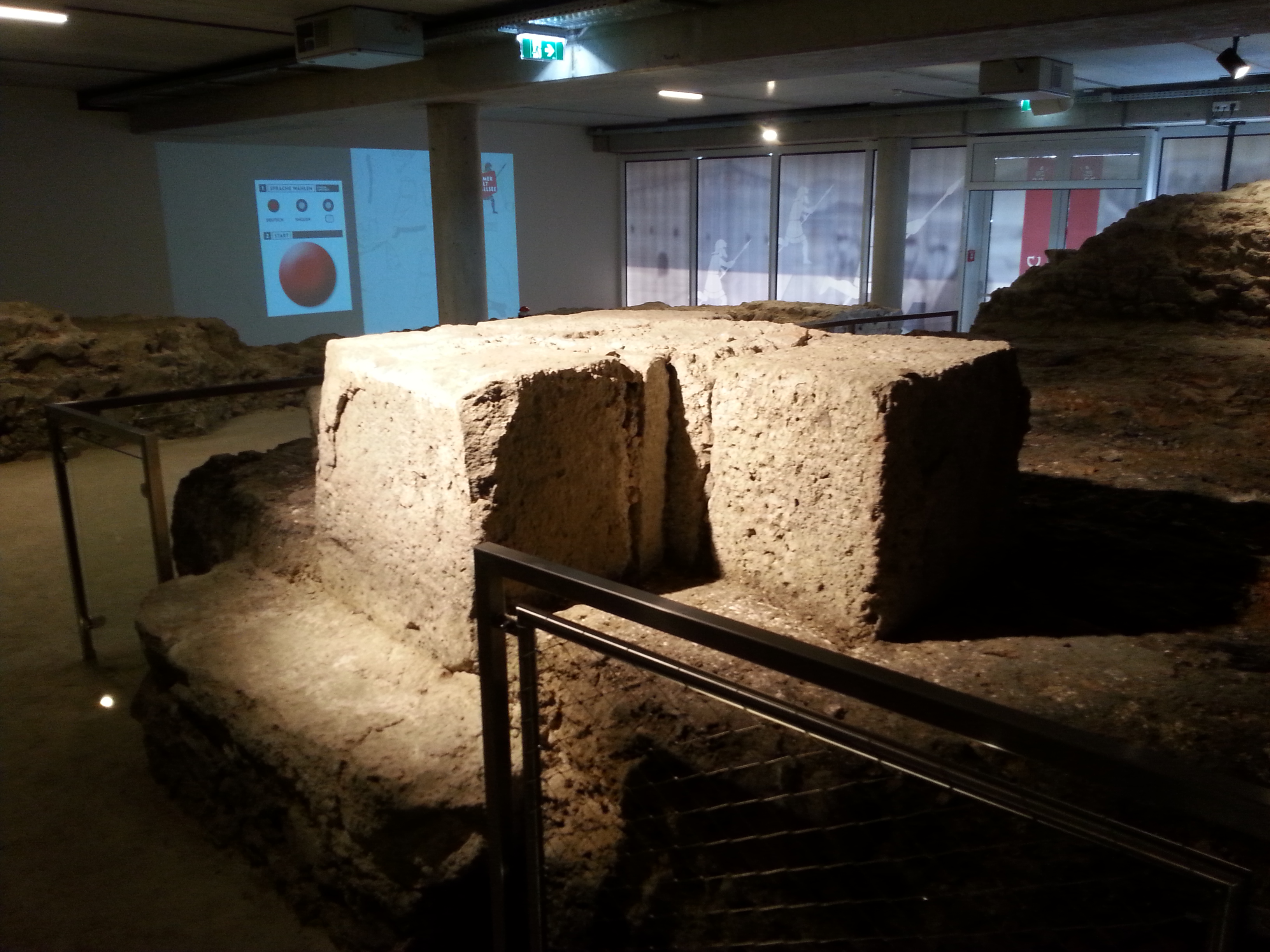
Hakenförmiger Stützpfeiler der Arkade

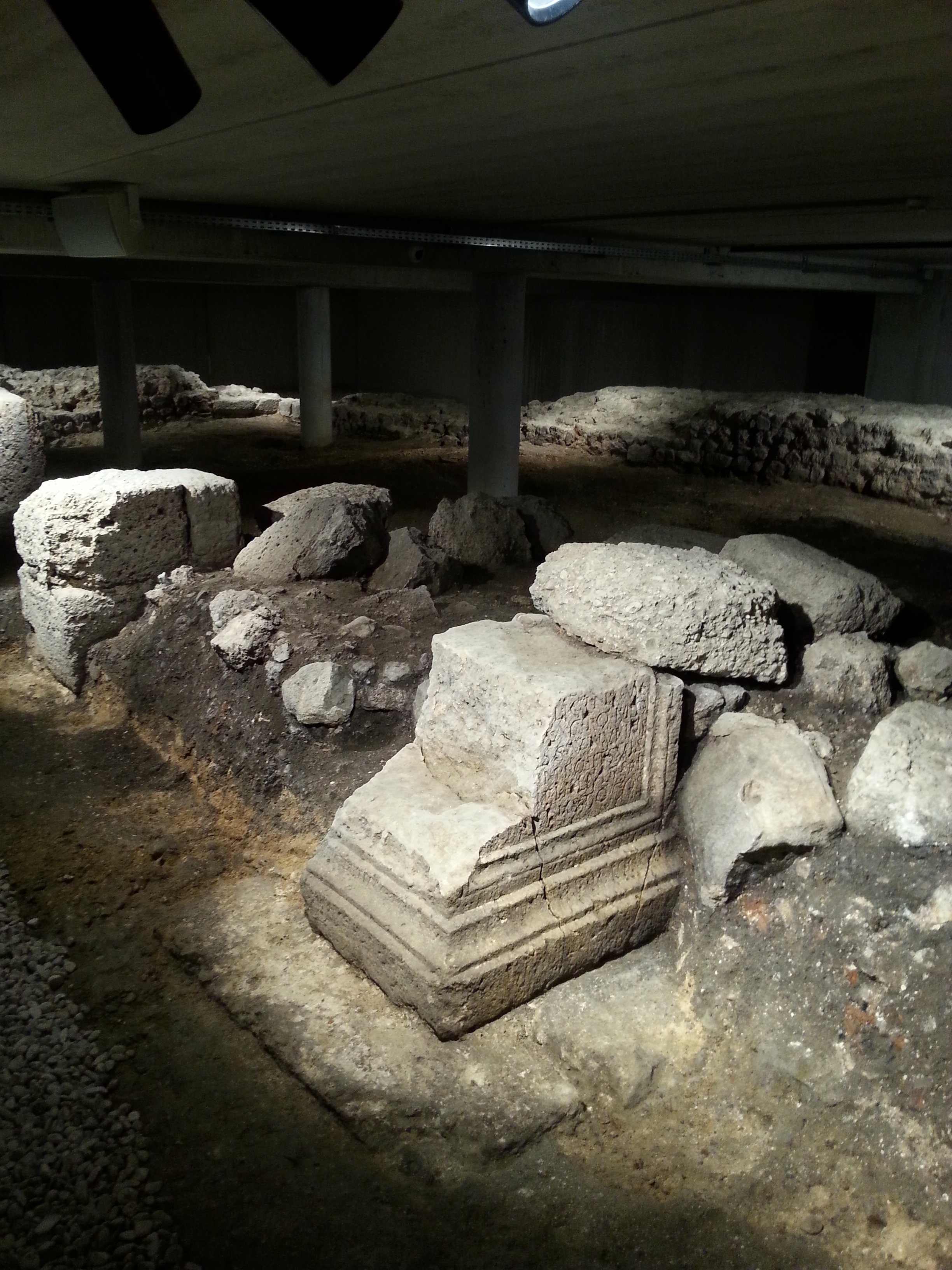
Im Kastell verbaute Spolie

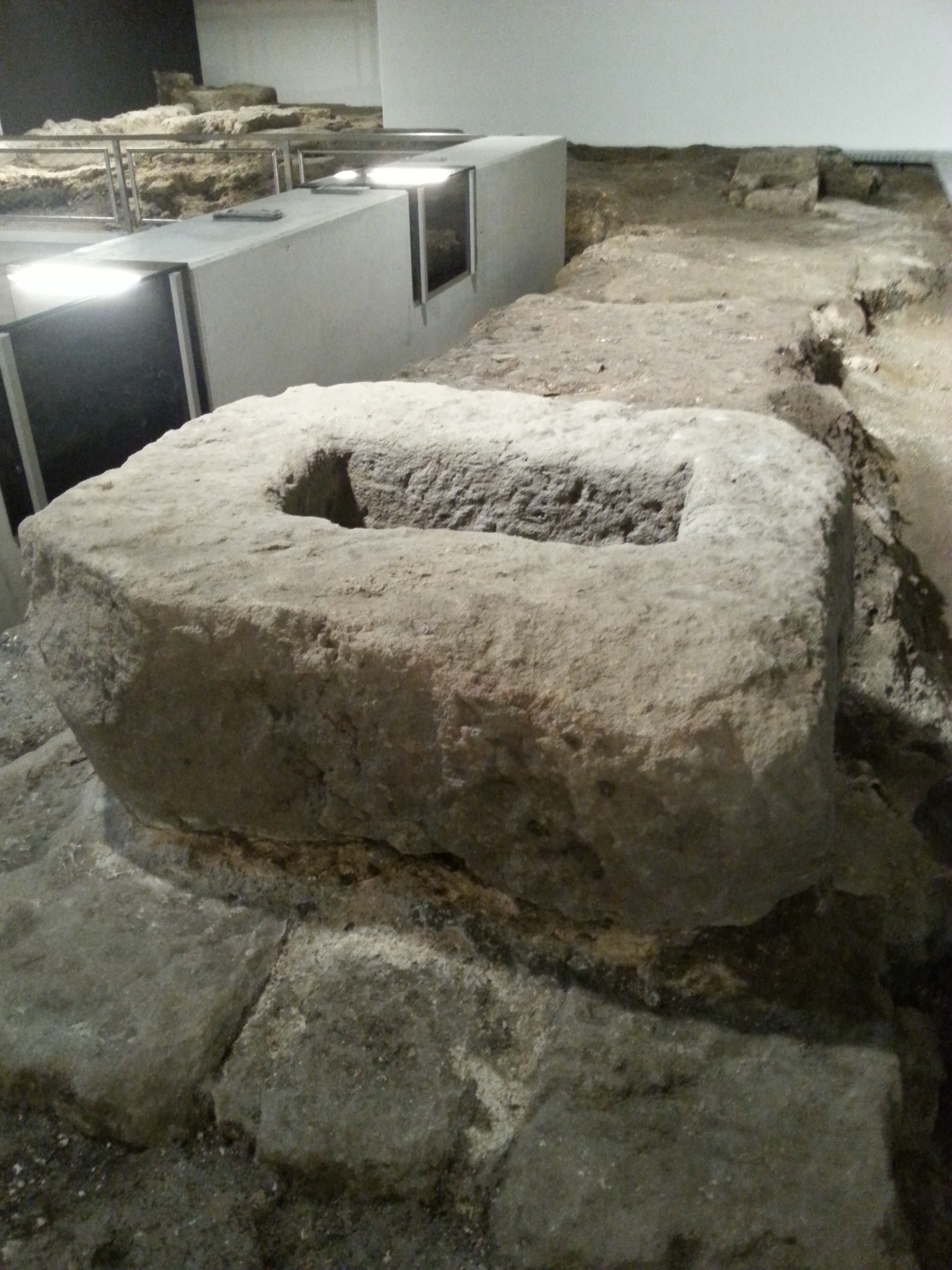
Pfostenfundament

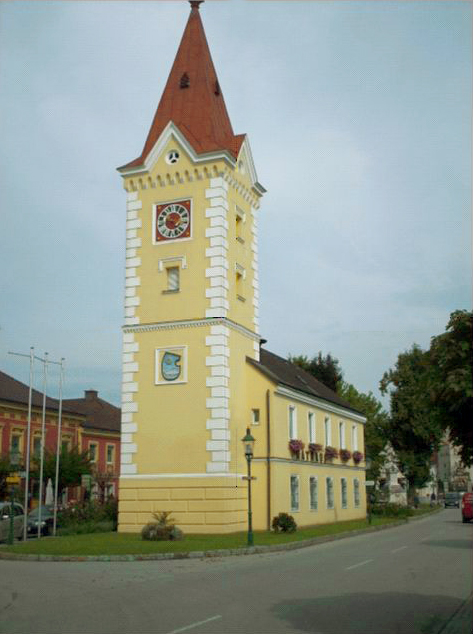
Rathaus Wallsee

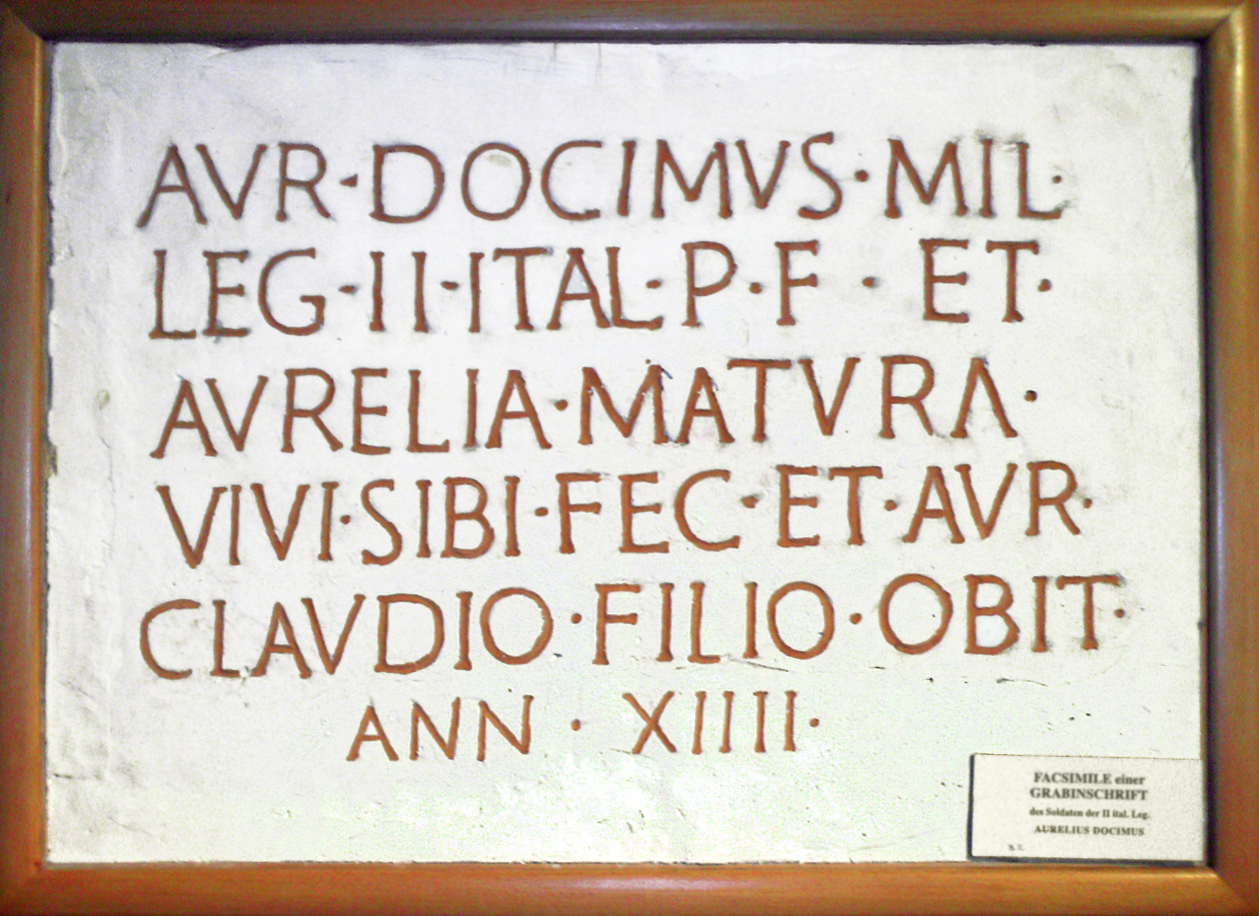
Faksimile einer Grabinschrift des Aurelius Docimus Römermuseum Wallsee-Sindelburg

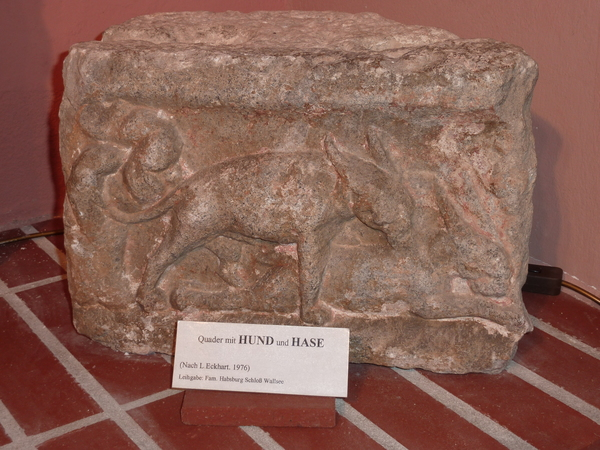
Römisches Relief das einen Hund darstellt der einen Hasen tötet

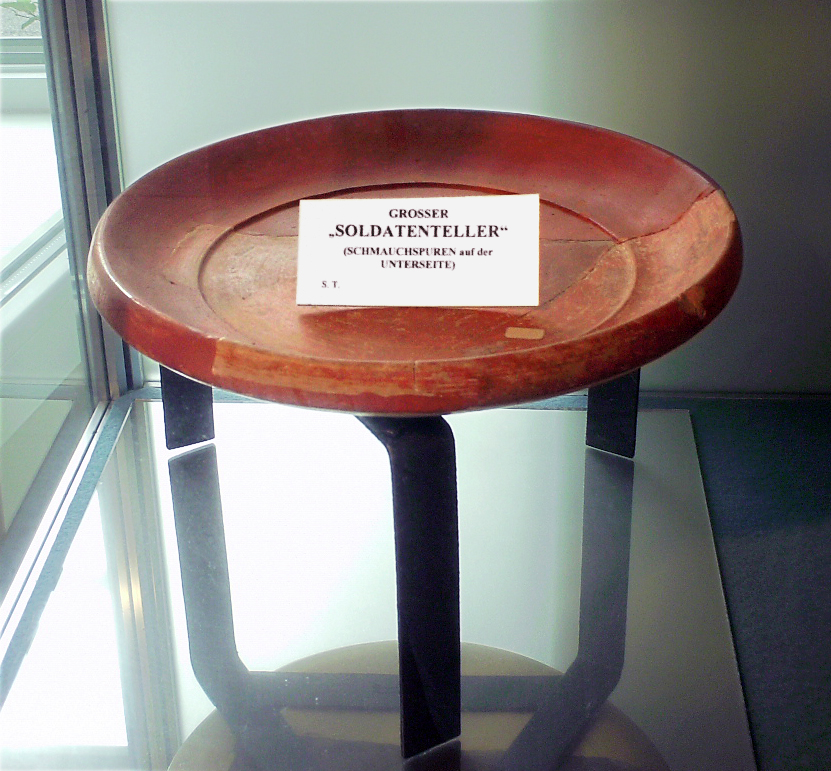
Römischer Teller, RM Wallsee

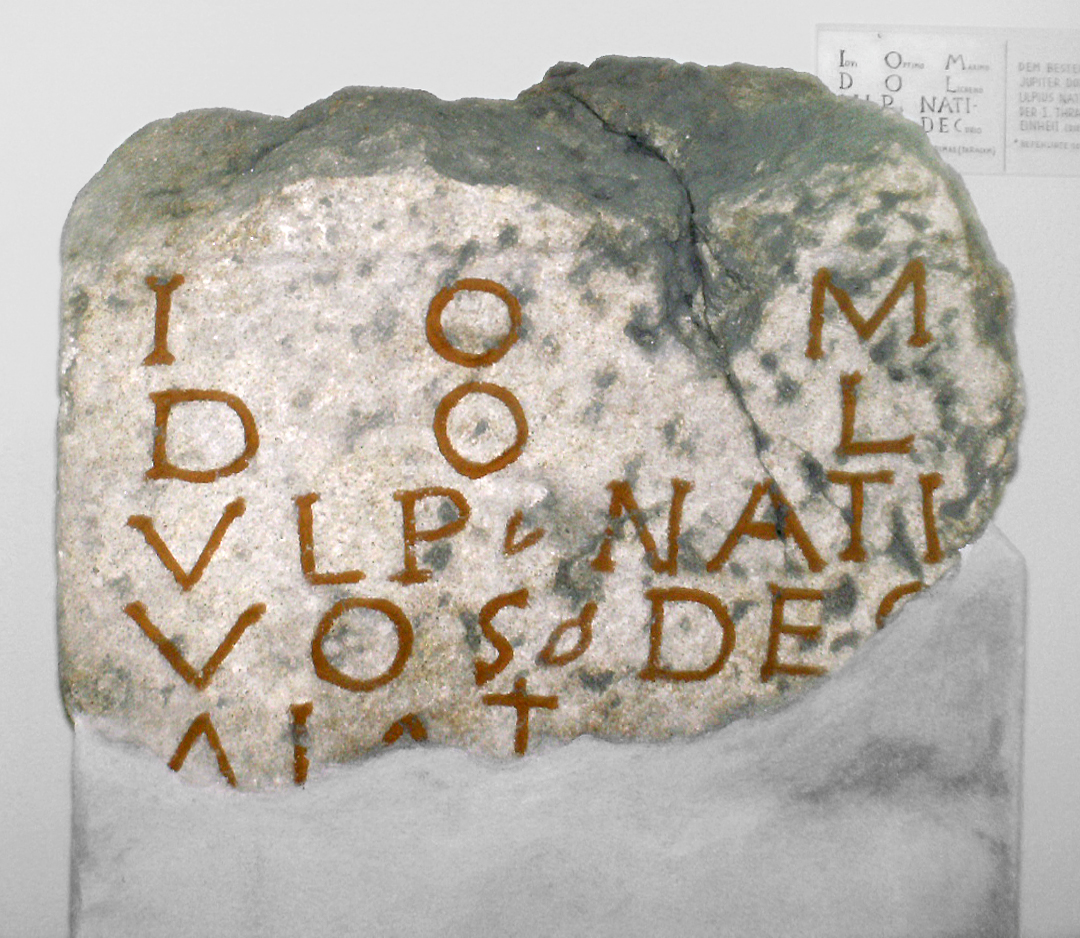
Dolichenus-Altar, RM Wallsee

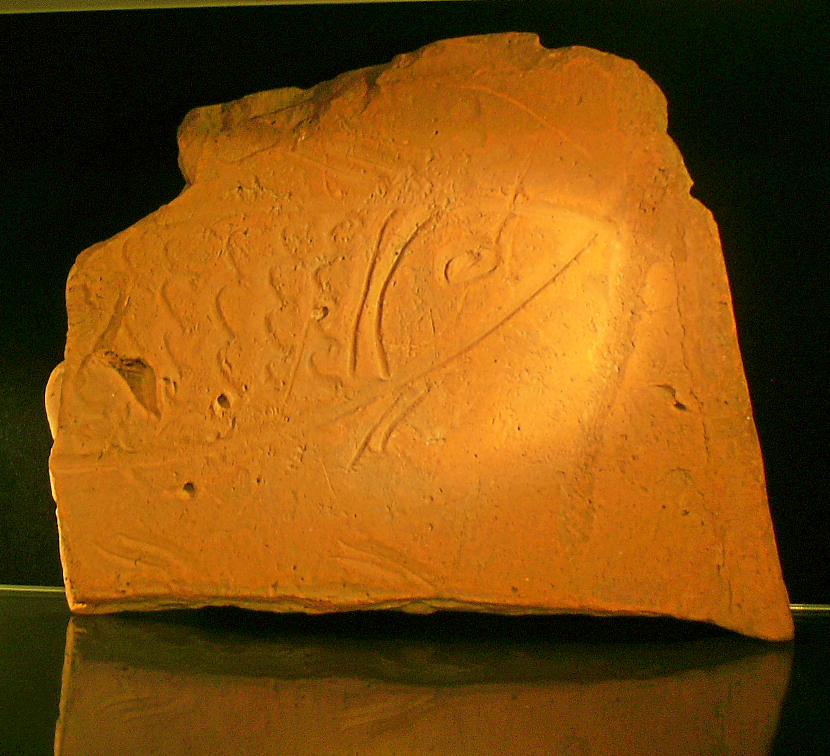
Tegula mit der eingeritzten Darstellung eines Fisches

Das Kastell Wallsee (möglicherweise mit dem antiken Ad Iuvense gleichzusetzen) war ein Auxiliar- bzw. Flottenkastell und Teil des norischen Limes in Österreich, Bundesland Niederösterreich, Bezirk Amstetten, Gemeindegebiet Wallsee-Sindelburg. Das Bodendenkmal ist seit 2021 Bestandteil des zum UNESCO-Weltkulturerbe erhobenen Donaulimes.
Das Kastell ist heute zur Gänze durch den Wallseer Ortskern überbaut, konnte jedoch archäologisch nachgewiesen werden. Die Reste eines spätantiken Kleinkastells in der SO-Ecke sind ebenfalls noch erhalten.
Es war vom 1. bis ins 5. Jahrhundert kontinuierlich mit römischen Truppen belegt. Im 4. Jahrhundert wurden wahrscheinlich auch Patrouillenboote der Donauflotte hier stationiert. Das spätantike Restkastell von Wallsee ist neben den mit ihm vergleichbaren Anlagen von Zeiselmauer, Traismauer und Rusovce das besterhaltene Zeugnis einer spätantiken Kleinfestung am oberen Donaulimes. Es ist damit auch eines der wenigen römischen Gebäude in Österreich, von denen noch aufgehendes Mauerwerk erhalten geblieben ist. Die Ruine wurde bis 2018 restauriert bzw. konserviert und – als Bestandteil eines neu errichteten Gebäudes – für Besucher zugänglich gemacht.
Neben dem Kastell werden in diesem Artikel auch die benachbarten Wachtürme (Burgus) von Sommerau-Schweinberg und Au-Rotte Hof/Engelbachmühle behandelt.

## Lage
Die Überreste des Kastells liegen auf einem fast rechteckigen Felsplateau, einem Ausläufer der Strengberge, die bei Wallsee bis an das Südufer der Donau heranreichen. Die Sandsteinfelsen fallen an der West- und Ostseite zunächst drei Meter, dann bis zu 45 Meter zu den darunterliegenden Donauauen steil ab. Nordwestlich lag in einem Nebenarm der Donau vermutlich die römische Hafenanlage, weiter östlich wahrscheinlich auch eine Furt, die eine Überquerung des Stromes ermöglichte. Die erhöhte Lage bot einen guten Ausblick auf das nördlich der Donau liegende Machland. Außerdem bestand eine gute Sichtverbindung zu zwei nahegelegenen Wachtürmen, donauaufwärts zu dem von Au-Rotte Hof/Engelbachmühle und donauabwärts zu dem von Sommerau/Schweinberg.

## Name
In der älteren Forschung wurde dieser Stützpunkt im Allgemeinen noch mit Adiuvense gleichgesetzt, wo laut der Truppenliste des norischen Dux in der Notitia Dignitatum auch Liburnarier der Donauflotte stationiert waren, was für so ein hoch gelegenes Kastell ungewöhnlich ist. Nach Rudolf Egger bedeutet Ad Iuvense  „das auf dem Berg gelegene (-Joch)“. Diese Interpretation würde auch gut zur Lage des Kastells passen. Hannsjörg Ubl nimmt hingegen an, dass mit dem Kastell in Wallsee in Wirklichkeit – das ebenfalls in der Notitia Dignitatum erwähnte – Loco Felicis gemeint ist. Beide Annahmen sind jedoch umstritten und werden seit Jahren kontrovers diskutiert. Ad Iuvense wäre als Standort für ein Außenlager der Legio I Noricorum etwas zu nahe an Lauriacum (Enns) gelegen. Loco Felicis, Lacufelix, oder auch Locus Felix („der glückliche Ort“), das zwischen Lentia (Linz) und Arelape (Pöchlarn) situiert war, wurde bereits seit 1875 in Betracht gezogen. Der Fund eines Ziegelstempel (Rundstempelfragment eines magister figulinae mit Ortsnamen loco felicis aus Wallsee und St. Marienkirchen am Inn) mit dem enthaltenen Ortsnamen scheint nun aber auch endgültig den antiken Ortsnamen von Wallsee geklärt zu haben.

## Forschungsgeschichte
Seit 1868/69 vermutete Friedrich von Kenner in der exponierten Lage des Ortes ein ideales Terrain für ein Limeskastell. Auch in der Sammlung des Schlosses in Wallsee befanden sich zu dieser Zeit schon zahlreiche römerzeitliche Fundstücke, die nach einer Brandkatastrophe im Jahre 1879 bei Aushubarbeiten ans Tageslicht kamen und vom Archivar des Herzogs von Coburg inventarisiert wurden.
Eduard Nowotny vermutete 1924 hier ebenfalls ein Kastell, als er an der Südostecke des Schulgebäudes eine zwei Meter abfallende Böschung als Reste eines Walles erkannte, der einst die Südostecke des Kastells gewesen sein musste. Auch die Nordostecke ist bei der St. Anna-Kapelle in einer bis zu sieben Meter hohen Geländestufe noch erkennbar. Bestätigt wurden diese Annahmen aber erst 1966 durch den Heimatforscher und Volksschuldirektor Elmar Tscholl, als ca. zwei Meter breite Fundamente der Kastellmauer, die im aufgehenden Mauerwerk noch bis zu 1,50 m stark waren, entdeckt wurden. Das Keramikspektrum (nur teilweise publiziert), reicht vom späten 1. Jahrhundert bis in die zweite Hälfte des 5. Jahrhunderts und spricht für eine lange Belegung des Kastellplatzes (90–488 n. Chr.) Wann genau das frühe Kastell errichtet worden ist, lässt sich jedoch heute noch nicht mit Sicherheit sagen.
Anhand der Beobachtungen Elmar Tscholls (vor allem Bodenstörungen und Risse in den Hausmauern) konnte das BDA seine Kenntnisse über Bauphasen und Befunde des Kastells noch wesentlich erweitern. Überall dort, wo die moderne Überbauung auf der Kastellmauer aufsaß, traten mit der Zeit auffällige Sprünge auf. Sie zeigten sich knapp über dem Bodenniveau als feine Haarrisse, die sich dann bis zum Dach hinaufzogen und dort am auffälligsten zu sehen waren. Nachdem zwischen 1966 und 1967 bei Kanalisationsarbeiten die Ostmauer des Kastells angeschnitten worden war, kamen bei der Verlegung einer Wasserleitung vor Haus Nr. 47 auch Teile der Nordmauer zutage. Im selben Jahr wurde bei Kabelverlegungsarbeiten für die Straßenbeleuchtung das Vorhandensein einer zweiten, ca. 15 m vorgelagerten, schwächeren Mauer festgestellt. 1968 wurden bei Bauarbeiten neben der alten Volksschule wieder die Kastellmauer angeschnitten. Als drei Jahre später ein Umbau geplant wurde, führte das ÖAI eine Notgrabung durch. Zwei Sondierungsschnitte stellten in diesem Bereich drei Bauphasen der südöstlichen Kastellmauer fest, wobei die letzte in die ausgehende Spätantike gehört. Eine starke Brandschuttschicht deutet auf eine gewaltsame Zerstörung hin. 1969 wurde bei der Verlegung von Wasserrohren am Marktplatz vor Haus Nr. 43 eine Grube (Sohle 2,20 m tief, max. Breite 2,6 m) entdeckt, gefüllt mit Holzkohle und zahlreichen Schlackestücken (die sog. „Schwarze Grube“). Im gleichen Jahr stieß man östlich von Haus Nr. 38 auf ein Hypokaustum (Heizanlage). 1978 wurde bei der Grabung durch das BDA (H. Ubl) Befunde des frühen Holz-Erde-Kastells dokumentiert. Hannsjörg Ubl führte daraufhin in den folgenden Jahren mehrere Ausgrabungen durch. Dabei wurden die Reste der Principia im Bereich des Hauptplatzes (direkt neben dem Rathaus) freigelegt.
1986 konnte in einer Flächengrabung im Zuge des Neubaues der Raiffeisenkasse Mauerstücke der Principia und eines antiken Wirtschaftsgebäudes ergraben werden. In deren Fundamenten fand sich eine mit einer Steinplatte abgedeckte und mit Lehm gefüllte Nische die noch die Reste eines Bauopfers aus der zweiten Hälfte des 2. Jahrhunderts n. Chr. enthielt (mehrere Tongefäße, Sigillatenschüssel und ein Tierhorn). Von 1987 bis 1989 wurde vor der Ostmauer in einem Suchschnitt ein Graben und ein Wall beobachtet. Die Entfernung vom Fuß der Kastellmauer zum Scheitel des Walles betrug ca. 12,7 m. Mehrere Ausgrabungen des Österreichischen Archäologischen Institutes (ÖAI) (Herma Stiglitz) und des Österreichischen Bundesdenkmalamtes (Gustav Moßler) am früheren Schulgebäude brachten in dieser Zeitspanne auch die Reste des südöstlichen Eckturms und eine spätantike Überbauung durch ein sog. Restkastell ans Tageslicht. Die Nordwestecke dieses Kastells war danach als „Fenster in die Vergangenheit“ auf dem Gelände des Kindergartens zu besichtigen. Bei nachfolgenden Bau- und Grabungsarbeiten ließ sich im Laufe der Zeit vor allem seine Ausdehnung aber auch einige bauliche Details rekonstruieren. Im Zuge einer vom Bundesdenkmalamt durchgeführten Notgrabung gelang es schließlich, seine Lage präzise zu bestimmen.
1999 wurden in der Parzelle Nr. 88 wurden von Elmar Tscholl Reste eines Praefurniums entdeckt. Das Erdreich des Aushubs wurde anschließend auf römerzeitliche Funde untersucht. Dabei konnten unter anderem einige Münzen (konstantinisch) und 14 unbestimmte Ziegelstempel (C PR AV BR, CIAB) geborgen werden. 1996 bis 2000 wurde eine Ortssanierung und bauliche Umgestaltung des Marktplatzes vorgenommen. Tscholl hatte die Möglichkeit die Aushubtätigkeiten zu beobachten, dabei zahlreiche Funde zu bergen und das BDA von den Befundaufnahmen zu verständigen. Im Bereich des Marktplatzes wurden u. a. zahlreiche gestempelte Ziegel und Streufunde geborgen. Im nördlichen Teil des Marktplatzes konnten wieder Teile der Kastellmauer vom BDA dokumentiert werden. Bei Arbeiten im südlichen Bereich des Marktplatzes wurde die Südmauer (Haus Nr. 34 und 54) und das Südtor des Kastells angeschnitten. Zusätzlich konnten beim Haus Nr. 55 die Reste eines spätantiken Zwischenturmes lokalisiert werden. Beim Abriss des Schulgebäudes stieß man 2011 bereits knapp 20 cm unter dem heutigen Gehhorizont auf die spätantiken Befestigung die zwischen 2011 und 2013 vollständig freigelegt wurde. Seine Bausubstanz wurde konserviert und in das Erdgeschoß des neu errichteten Gebäudes der Lebenswelt für Gehörlose und Taubstumme integriert und als öffentlich zugänglicher Schauraum gestaltet (siehe Römerwelt Wallsee).

## Fundspektrum
Im Bereich der Zivilsiedlung wurde auch ein Keramikbrennofen gefunden, der beweist, dass auch Töpfer hier ihre Ware produzierten. Die vermögenden Bewohner verwendeten teures, rotglasiertes Geschirr, die sog. Terra-Sigillata, das im 1. Jahrhundert aus Oberitalien (Arezzo), im 2. Jahrhundert aus Süd-, Mittel- und Ostgallien (Frankreich) und ab dem 3. Jahrhundert hauptsächlich aus dem Rheingebiet (Rheinzabern, Tabernae) nach Wallsee importiert wurde. Ab dem 4. Jahrhundert ist keine Sigillata mehr in Wallsee nachzuweisen. Stattdessen wurde nun verstärkt pannonische Ware verwendet, die bräunlich und grünlich glasiert war. Reste dieser Keramik werden immer wieder bei Aushubarbeiten gefunden.
Die Sammlung im Römermuseum zeigt alle bisher gefundenen Sigillata-Gefäßtypen in restauriertem Zustand. Hauptsächlich verwendete man für den täglichen Gebrauch aber eine billige, derbe, grau und gelblich gebrannte Ware, wie sie in örtlichen Töpfereien erzeugt wurden. Sie stammten hauptsächlich aus Werkstätten in Enns-Lorch, St. Pölten oder Wels. Aus dem Fragment einer 1989 gefundenen Amphore ging auch hervor, dass nach Wallsee sogar Olivenöl aus Spanien importiert wurde. Diese Gebrauchskeramik kommt in Wallsee in großen Mengen vor, insbesondere dort, wo auch Überreste von Häusern oder ganzen Siedlungen zu finden waren, wie z. B. auch in einem 10 m langen Abfallgraben auf der Parzelle Nr. 150.
Besonders die hier entdeckten Spolien sind von großem kulturhistorischem Wert: Neben Weiheinschriften fanden sich auch figürliche Reliefs von einst reich ausgestatteten römerzeitlichen Grabbauten, die teils aus Marmor bestanden hatten. Stilistisch und chronologisch liegt eine große Bandbreite vor. Während der Stil einiger der Grabsteinfragmente noch stark an keltische Traditionen der indigenen Bevölkerung erinnern, zeigen andere hingegen bereits ganz klar „klassische“ römische Motive. Ein vermauertes Bruchstück eines Weihealtars aus dem frühen 3. Jahrhundert wurde schon vor der Grabung 2011–2012 sichergestellt. Er bestand aus örtlichen Sandstein, maß 0,37 × 0,51 × 0,35 m und war von Ulpius Nativos, Decurio der Ala I Thracum, dem Iupiter Dolichenus geweiht worden. Außer den schon bekannten Ziegelstempeln tauchte auch erstmals ein Exemplar der cohors V Breucorum auf. Die 19 hier geborgenen Münzen können größtenteils der Spätantike zugeordnet werden (Valens, Valentinian I., Constantius II.). 2017 entdeckte man das Grab des Sixtus Sixtinus der im Jahr 117 verstarb. Laut Inschrift war er einer der Ratsvorsitzenden (duumviri) von Ovilava (Wels), das für einige Zeit auch das Verwaltungszentrum von Noricum war.

## Entwicklung
Die mittlere Donau – vor dem 1. Jahrhundert ein Teil des keltischen Königreiches Noricum – wurde um 15 v. Chr. zuerst römisches Protektorat und schließlich unter Kaiser Claudius (41–54 n. Chr.) zur Provinz und blieb über 500 Jahre im Verband des römischen Reiches. Die in der Antike in viele Seitenarme aufgegliederte Donau (Danuvius) bildete den wichtigsten west-östlichen Handelsweg an seiner Nordgrenze. Seit 1966 wurde von Fachleuten die Frage diskutiert, warum das Kastell gerade hier errichtet worden ist, zumal schon knapp zehn Kilometer südöstlich eine weitere römische Militärstation, das stark befestigte Mauer an der Url, existierte.
Hauptausschlaggebend für die Errichtung einer weiteren Militärstationen war sicher das herausgehobene Terrain. In dieser Region entwässern sich auch an ihrem Südufer gleich mehrere Bäche in die Donau. Es sind dies die Große- und die Kleine Ysper, der Sarmingbach sowie der Gießenbach. Sie durchqueren jeweils größere Talschluchten, die wie Ausfallspforten aus dem Bergland zur Donau hin geöffnet sind. Genau gegenüber befand sich die ursprüngliche Mündung der Naarn die zusammen mit dem Aistbach aus dem Mühlviertel dem Nordufer der Donau zufließt. Von Grein bis Mauthausen öffnet sich zudem eine kleine Ebene, die vom Hügelland des unteren Mühlviertels umgeben wird. Gerade ihr könnte eine gewisse strategische Bedeutung als Sammelplatz zugekommen sein. Bei Wallsee biegt sich auch der etwas erhöhte Rand des Südufers gegen Süden ein und lässt wiederum Raum für eine kleine Ebene zwischen sich und dem Strom. Erst bei Ardagger rückt er wieder nahe an die Donau heran, sodass Ardagger und Wallsee jeweils an den Endpunkten dieses natürlichen Bogens liegen.
Ausgrabungen im oberösterreichischen Mitterkirchen (Machland Nord), genau gegenüber von Wallsee, förderten weiters ein großes hallstattzeitliches Gräberfeld zutage. Man nimmt an, dass hier über eine lange Zeit das Siedlungszentrum eines indigenen Stammes lag. Mit dem Kastell sollte wohl auch die römische Stärke und Militärorganisation demonstriert werden. Überdies diente es später auch als östlicher Flankenschutz für die neuen Legionslager in Albing und Lauriacum (Enns-Lorch). Weiters ließen sich von diesem Stützpunkt auch der Schiffsverkehr auf der Donau und alle Aktivitäten am Nordufer gut beobachten.
Ab dem späten 4. Jahrhundert wurden die Mannschaftstärken in den Limeskastellen drastisch vermindert. Für die dort noch verbliebenen Soldaten (wohl um die 50 Mann) erbaute man in valentinianischer Zeit in der Süd-Ost-Lagerecke ein Reduktions- oder Restkastell (Burgus). Um freies Schussfeld zu erhalten, wurde vor Baubeginn der Festung im Umkreis von 40 bis 60 Meter zuerst andere Bauwerke restlos entfernt und die Vegetation abgebrannt. Auch das übrige Steinkastell II war zuvor entweder planmäßig von seiner Besatzung abgetragen oder bei einem Angriff zerstört worden. Die auf den Dachziegeln (tegulae) aufgebrachten Stempel lassen eine Datierung des Restkastells in die Jahre 364–375 n. Chr. zu. Dies fällt in die letzte Phase der Errichtung von römischen Befestigungsbauten am Donaulimes. Mit dem Bau solcher Kleinfestungen wurde versucht den Mangel an Soldaten auszugleichen. Die übrige Lagerfläche wurde wohl – wie auch bei zahlreichen anderen Limeskastellen – der Zivilbevölkerung als Siedlungsplatz überlassen. Zu dieser Zeit diente Wallsee vermutlich auch als Stützpunkt der Donauflotte (Classis Pannonica).

## Kastell
Das mehrphasige Kastell (Holz-Erde-Kastell, Steinkastell I und Steinkastell II) lag – etwas zurückgesetzt – auf dem sich von Nord nach Süd erstreckenden Felssporn, ein nahezu rechteckiges Plateau unter der heutigen Altstadt von Wallsee. Der Verlauf von
- St. Anna-Gasse,
- Alter Schulstraße,
- Donauberg und
- Postgasse

markiert heute grob das ummauerte Areal des Limeskastells. Im Norden schließt sich der Schlosspark an, wo ebenfalls römerzeitliche Keramikscherben gefunden wurden. Im Westen lag ein spätantikes Gräberfeld, am Donauufer vom Militär sowie privat betriebene Ziegeleien und der an einem Seitenarm der Donau befindende Stapelplatz für die dort produzierten Ziegel. Im Süden des Kastells erstreckte sich das Lagerdorf (vicus) bis zum heutigen Tiefenweg.
Das Kastell hatte eine unregelmäßige, quadratische Grundfläche von rund 200 m × 160 Meter, das sind ungefähr 3,1 ha. In der Frühphase wurde zunächst ein Holz-Erde-Kastell errichtet, das erstmals durch die Ausgrabung von 1978 nachgewiesen werden konnte. Der im 2. Jahrhundert vorgenommene Umbau in Stein (Steinkastell I) manifestiert sich besonders in der 1,5 m breiten Kastellmauer, die überwiegend aus Granitbruchsteinen ungeklärter Herkunft in Kalkmörtelbindung besteht. Die Fundamentgrube war bis zu 2,1 m dick, einen Meter tief ausgehoben und mit heiß vermörtelten Bruchsteinen ausgefüllt. Darauf wurde das aufgehende Bruchsteinmauerwerk gesetzt, das ursprünglich zwischen sechs und acht Meter hoch gewesen sein dürfte. Die Bruchsteine bestanden aus grün und rot gesprenkeltem Granit der in und um Wallsee jedoch nicht vorkommt. Der äußerst widerstandsfähige Mörtelkalk wurde offensichtlich aus Donauschotter gebrannt. Darauf weisen auch die Funde von zahlreichen quarzhältigen Geröllsteinen hin. Das Steinkastell I maß 175 m (Westmauer) × 195 m (Südmauer).
In der Spätantike (ab dem 4. Jahrhundert n. Chr.) wurden an die Lagermauern Hufeisentürme und in den Ecken Fächertürme angebaut um das Kastell zu verstärken bzw. besser zu sichern. Nördlich der Tischlerei Patzalt (Marktplatz Nr. 25) wurde im Bereich der Nordwestecke der Befestigung ein Fächerturm geortet. Näher untersucht wurden auch die Ecktürme, die nördlichen und südlichen Toranlagen und dazwischenliegende Hufeisentürme, die wahrscheinlich zur Zeit Kaiser Valentinians I. neu erbaut oder nachträglich verstärkt wurden (Steinkastell II).

### Wall und Graben
Vor der Ostmauer wurden Reste einer Mauer, eines Grabens und eines Erdwalles festgestellt. Die Funktion einer vorgelagerten um die SO-Ecke des Lagers führende, etwas schmälere Mauer konnte nicht geklärt werden. 1994 wurde die St. Anna-Kapelle renoviert die genau über der NO-Ecke des Kastells steht. Bei der Kapelle wurde dabei ein Sprung in der Ostwand beobachtet. Elmar Tscholl stellte bei Kanalbauarbeiten im Jahre 1995 fest, dass die Kastellmauer auf die Mitte der Kapellenostwand zuläuft und dadurch diesen Sprung verursacht hatte. Aufgrund dieser Beobachtungen musste die ursprünglich angenommene Lage der Ostmauer etwas weiter nach Westen korrigiert werden. 1997 wurde bei Kanalisationsarbeiten die nördliche Lagermauer angeschnitten und von Mitarbeitern des Bundesdenkmalamtes dokumentiert. Über dem Fundament von 1,10 m Stärke verbreitet sich das Mauerwerk auf ca. 1,25 m. Davor lag ein Graben und eine zwei Meter breite Schotterschicht (Straße). Der Verlauf der Nordmauer lag noch um einen Meter südlicher als bis dahin vermutet. Teile des Überganges von der Ostmauer in die Nordmauer und der Nordostturm waren im Laufe der Jahrhunderte durch Erosion abgerutscht. 1998 konnten die Reste der Südmauer entdeckt werden. Sie verliefen einen Meter weiter nördlich, als bisher angenommen. Nach Aufdeckung der Nordmauer im Jahre 1997 konnte die Nord-Süd-Ausdehnung des Kastells um 2 m präzisiert werden.
Außerhalb der Festung bildete ein an der Krone 12,5 m breiter und ca. 2,6 m tiefer Spitzgraben (vallum) ein zusätzliches Annäherungshindernis. Heute markieren die alte Postgasse (westlich des Marktplatzes) und die alte Schulgasse (östlich davon), seinen Verlauf. Das Haus Marktplatz Nr. 4, am Nordende des Platzes, steht etwas tiefer als die benachbarten Häuser, da es direkt in den einstigen Festungsgraben gesetzt wurde.

### Türme
Bereits bei der Grabung von 1971 wurde beim Haus Nr. 67 die NW-Ecke des Kastells vermutet, 1975 wurden dann auf Parzelle Nr. 5 römerzeitliche Fundamente entdeckt, die als Eckturm interpretiert wurden. Etwas östlich davon wurde 1992 auf Parzelle Nr. 56, bereits etwas außerhalb der Kastellmauern, beim Abriss eines Stallgebäudes ein an die Nordmauer gesetzter spätantiker Verstärkungsturm bei einer Notgrabung des Bundesdenkmalamts freigelegt. Seine westliche Mauerfront kragte etwa 5,8 m vor die Kastellmauer und war im aufgehenden Mauerwerk noch bis in eine Höhe von etwa zwei Meter erhalten, ihre Breite betrug rund 120 cm. Das Mauerwerk war außerordentlich solide gebaut. In einem Sondierungsloch fand sich noch Dachziegelversturz (tegulae). Vermutlich wurde der spätantike Turm nachträglich an den Verstärkungsturm zwischen Nordtor und dem Eckturm an der NW-Ecke angebaut. Ob das Zwischenstück (Breite ein Meter) eine Pforte oder der Ausriss einer vorangegangenen Mauer ist unklar, wahrscheinlich gehörte sie aber zur Kastellmauer. Leider konnte dieser Befund nicht öffentlich zugänglich gemacht werden.
1998 kam bei Kanalgrabungen im Haus Nr. 57 eine ca. 5 m lange, in westöstlicher Richtung verlaufende Mauer zum Vorschein. Sie bestand wie die übrigen Mauerreste der Umwehrung aus graugrün gesprenkelten Granitsteinen die mit Heißkalkmörtel verbunden waren. Vermutlich war sie Teil des südwestlichen Eckturmes.

### Innenbebauung
Antike Gebäudereste am Marktplatz wurden als die Principia des Lagers erkannt, an die sich im Osten ein Gebäude mit Hypokaustheizung und Praefurnium anschließt. Vor der Asphaltierung des Marktplatzes wurden 1967 auch Kanalisationsarbeiten durchgeführt. Dabei wurden westlich der Häuser Nr. 38 bis 40 1,85 m breite Fundamentmauern angeschnitten, die nach N-S orientiert waren; vor dem Rathaus kam eine weitere 2,5 m breite Mauer in W-O verlaufende zutage. Die Beobachtungen wurden von Elmar Tscholl dokumentiert und aufgrund der zentralen Lage als Kommandogebäude des Lagers interpretiert. Es bestand aus einem größeren Raum, einem kleineren Raum mit Apsis (vermutlich das Fahnenheiligtum) und zwei Kammern, die wohl als Schreibstuben dienten. Der Verlauf ihrer bisher ergrabenen Mauern ist heute mit grünen Farbstrichen auf dem Boden markiert.
Der übrige Raum des Lagerareals war mit meist aus Holz oder Lehm erbauten Kasernen- oder Wirtschaftsgebäuden bebaut.
Vieles vom Kastellmauerwerk wurde in den nachrömischen Perioden als billiges Baumaterial, zuerst für die Sunilburg, dann für die Festung Niederwallsee, der Vorgängerin des jetzigen Schlosses (Kernbau mit bis zu 5 m dicken Grundmauern), wiederverwendet. Auch in den ältesten Häusern von Wallsee kommen bei Umbauten und Abbruch immer wieder Zeugnisse aus römischer Zeit zutage.

### Lagerstraßen
Das Lagerareal wurde von zwei Lagerhauptstraßen (Via Principalis und Via Decumana) in vier Viertel aufgeteilt. Die Trasse eine dieser Straßen kann in Wallsee heute noch anhand der in nord-südlicher Richtung über den Marktplatz verlaufenden Landesstraße verfolgt werden.
Die andere dazu im rechten Winkel führende Straße ist nicht mehr so gut erkennbar. Sie führte Richtung Westen und ist bald nur durch einen schmalen, ca. 1,2 m breiter Durchgang zwischen dem Haus Marktplatz Nr. 20 und Marktplatz Nr. 21 weiter zu verfolgen. Nach Überschreiten des ehemaligen Grabens in der alten Postgasse läuft sie als schmaler Weg steil über den Hang weiter nach Westen. 1970 wurde beim Bau des Hauses Nr. 106 eine antike Straßengabelung beobachtet. Die Lagerausfallsstraße bog hier gegen Süden wohl zum etwas weiter donauaufwärts liegenden Burgus von Sommerau ab. Der zweite nach Westen führende Ast endete an einem spätantiken Gräberfeld (heute Haus Nr. 105, Tscholl). Ihr östlicher Teil ist nicht mehr so leicht zu verfolgen. Er führt zwischen Hauptplatz Nr. 10 und Hauptplatz Nr. 11 zuerst durch den Hof eines Gasthauses, dann wieder als sehr schmaler Durchgang zwischen Kleingärten hindurch und mündet in die Schulgasse (ehemals der östliche Teil des Lagergrabens). Ihre weitere Fortsetzung nach Osten ist im Gelände nicht mehr sichtbar.

### Vorfeldsicherungen
Die ausgezeichnete Lage des Kastells auf dem gegen die Donau vorgeschobenen Plateaus begünstigte dessen Verteidigung. Nur im Süden mussten noch zusätzlich Annäherungshindernisse geschaffen werden. Es waren dies ein Graben, der noch bis in die 1980er Jahre am Verlauf des sogenannten Tiefenweges deutlich sichtbar war. Durch ihn führt heute die Landstraße 6097 nach Ardagger. Noch vor 40 Jahren war der „Tiefenweg“ so markant im Gelände eingeschnitten, dass man bei der Anfahrt aus dem Süden lange nur die Spitze des Sindelburger Kirchturmes und im Norden einen Hang mit Birnbäumen sehen konnte. Erst kurz vor Wallsee gelangt man nach Überqueren einer Geländestufe auf das heutige Niveau der Straße. 1986 wurde er mit Schotter aus dem Donaukraftwerksbau zugeschüttet. Nur sein östlicher Teil ist heute noch erhalten, der Hausname „Tiefenwegner“ erinnert an ihn. Das zweite Sperrwerk bestand aus einem Erdwall. Er befand sich an Stelle des heutigen Mitterweges, etwa in der Mitte zwischen Wallsee und dem Tiefenweg gelegen. Kurz nach dem Feuerwehrhaus zweigte er nach Osten ab. Bei der Erschließung des Geländes als Bauland wurden die Reste des Walles planiert und sein Terrain als Zufahrtsstraße zu den neuen Häusern asphaltiert.

## Spätantikes Restkastell
Es handelte sich hierbei um eine annähernd quadratische Anlage (26 × 29 Meter) mit einer bis zu 2,40 m starken Außenmauer. Die Höhe des teilweise noch sehr gut erhaltenen aufgehenden Mauerwerks beträgt stellenweise noch bis zu 1,2 m. Die Mauern bestanden aus Bruchstein und waren an der Innenseite mit einer Tuffsteinblende versehen. Im Innenbereich des Kleinkastells befand sich ein umlaufender Bogengang (Arkade), an jeder Seite gestützt auf vier massive Steinpfeiler. Um den nach oben hin offenen Innenhof waren auch die Mannschaftsunterkünfte im Obergeschoß angeordnet. Für die Errichtung der Arkadenpfeiler wurden Fragmente älterer römischer Grabsteine und Bauteile von Gebäuden (Spolien) wiederverwendet. Sie wurden vermauert und anschließend noch zusätzlich mit Bleiklammern verbunden. Zur Wasserversorgung wurde innerhalb des Kastells ein Brunnenschacht gegraben (ehemaliger Brunnen der alten Schule). Im Inneren wurden auch die Überreste einer Feuerstelle beobachtet, die noch Fragmente spätantiker Keramik (Kücheninventar) enthielt. Hier fand sich auch eine Sichel mit Horngriff, die eventuell auf eine Belegung des Restkastells mit Wehrbauern hinweist.
Die oft geäußerte Ansicht, dass in der Spätantike aufgrund des langsamen Versiegens der Zuwendungen aus Rom für Bau- und Reparaturmaßnahmen nur mehr wenige Mittel zur Verfügung standen und Neubauten daher sparsam und nur mehr mit bescheidener Ausstattung errichtet werden mussten, trifft für dieses Kastell offensichtlich nicht zu. Wie die jüngsten Befunde zeigten, war es mit hoher Sachkenntnis errichtet und qualitativ durchaus hochwertig ausgeführt worden. Dies zeigten Details wie z. B. die mächtigen, ausgezeichnet bearbeiteten Steinquader in der Nordwestecke, die, auch für heutige Verhältnisse, fortschrittliche Tuffsteinverblendung der Mauer im Innen- und Außenbereich, ein umlaufendes Gesims und die hohe Qualität des beim Bau verwendeten Mörtels.
Eine spätantike Brandschicht, 20–30 cm dick, mit Überresten gallischer Terra Sigillata, Dachziegeln, Münzen und mittelalterliche Funde und der noch gut sichtbare Versturz des Ziegeldachs belegten, dass es – vielleicht – bis 470 in Verwendung stand und dann einem Brand zum Opfer fiel. Der Einbau eines kleineren Holzgebäudes (6. Jahrhundert n. Chr.) und eines Kellers im Mittelalter lassen auf eine nachantike Benutzung des Gebäudes schließen. Möglicherweise Spuren von Nachfahren einer Gruppe Romanen, die auch nach dem Ende der römischen Herrschaft im Jahr 488 weiter dort ausharrten.

## Garnison
Folgende Besatzungseinheiten konnten für Wallsee nachgewiesen werden:
| Abbildung | Truppenname | Bemerkung |
| --------- | --- | --- |
|           | a) Legio secunda Italica (die zweite italische Legion), b) Legio decimae Gemina Pia Fidelis (die zehnte Zwillingslegion, pflichtbewußt und treu) | Stempel aus der Frühzeit des Kastells tragen die Namen der norischen Stammlegion, die damals noch im Legionslager in Albing stationiert war und die der Legio X Gemina Pia Fidelis. aus Vindobona. Ihre Ziegel sind bis in die Spätantike in Wallsee nachzuweisen, als ein Dux Ursicinus als Oberbefehlshaber der norischen Provinzarmee (exercitus Norici) amtierte. Sie kamen wohl als Baumaterial in das Kastell. |
|           | Cohors quinta Breucorum (die fünfte Kohorte der Breuker)                                                                                         | Die im Lagerbereich aufgefundenen Ziegelstempel verweisen hauptsächlich auf die Anwesenheit von Kohorten der Hilfstruppen (Auxilia). Darunter die einer Truppe aus dem Gebiet des Niederrheins. Nach ihrer (ebenfalls hypothetischen) Stationierung im Kastell Zwentendorf sind die weiteren Aufenthaltsorte dieser Kohorte in Noricum nicht mehr eruierbar. Nach Ansicht J. E. Bogars verblieb sie bis ins 3., oder möglicherweise sogar über das 4. Jahrhundert hinaus, in der Provinz. Dies vor allem deswegen da sich diverse Ziegelstempel und ein vermutlich von Passau nach Weihmörting verbrachter Weihealtar eine Verlegung der Einheit (neben Wallsee) nach Schlögen oder vielleicht auch Passau (Boiodurum) vermuten lassen. |
|           | Cohors prima Aelia Brittonum millaria equitata (die erste Aelische Kohorte der Britannier, 1000 Mann stark)                                      | Zahlreiche Stempel (Aufdruck CIAB) aus Wallsee nennen diese Hilfstruppenkohorte die offensichtlich aus Britannien stammte, wo sie unter den Kaisern Hadrian oder Antoninus Pius angeworben wurde. Nach Ansicht von Franz Kainz gelangte die Truppe unter der Herrschaft von Mark Aurel an die Donau und war möglicherweise später auch für einige Zeit im Kastell Favianis stationiert. Albrecht Aign vermutet, dass sie dann im Zuge der diokletianisch-konstantinischen Heeresreform in der neu aufgestellten legio I Noricorum aufging. Für Josef Aschbach verblieb sie noch bis in die Zeit Valentinian I. als eigenständige Truppe an der norischen Donau.                                                                         |
|           | Legio primae Noricorum militum liburnariorum cohortis quintae (die erste Legion der Noriker, die Soldaten der vierten Libunarierkohorte)         | In der Spätantike waren laut der Liste des norischen Dux eine Abteilung Marinesoldaten unter dem Befehl eines Präfekten in Adiuvense stationiert. Sie überwachten von hier aus mit ihren Patrouillenbooten den oberen Abschnitt (pars superior) der norischen Donaugrenze. |

## Straßenverbindungen
Wichtigster Verkehrs- und Handelsweg war die Donau, die auf ihrer gesamten Länge von Schiffen und Flößen zum Waren- und Truppentransport befahren werden konnte.
Kastell und Wachtürme (burgi) in diesem Gebiet waren wie z. B. der Burgus in der Engelbachmühle (bei Strengberg) und der 1990 entdeckte Burgus in Sommerau (Sindelburg) durch ausgebaute viae (Wege) miteinander verbunden. Von den Limeskastellen führten Allwetterstraßen weiter ins Landesinnere, wo etwa auf der Trasse der heutigen Autobahn A1 (im Bereich von Wallsee) eine große ost-westliche Heerstraße (via iuxta Danuvium) verlief. Sie war primär für die Versorgung der Limeskastelle und den Truppentransport in Kriegszeiten angelegt worden.
Von Wallsee bzw. der Nordwestecke des Kastells führten zwei Straßen mit zwei nebeneinanderliegenden, in den Sandsteinfelsen gehauenen, ca. 1,12 m und 1,20 m breiten Geleisen zwischen dem Haus Nr. 68 und Nr. 72 zur Donau hin zu einer Ziegelei nördlich des Hauses Ufer Nr. 34. Sie überwanden dabei einen Höhenunterschied von 50 m. Vermutlich dienten sie ursprünglich zum Transport von Bruchsteinen und Ziegeln vom Donauufer zum Lagerbauplatz.
Eine andere Geleisestraße führte in südöstlicher Richtung vom Südosteck des Kastells (Kindergarten) am Haus Nr. 75 vorbei. Sie verlief westlich am „Krautäcker“ vorbei und schnitt den Tiefenweg an seinem östlichen Ende. Sie dürfte weiter am Ostabhang des Hummelwaldes zum 2,5 km entfernten Burgus von Sommerau geführt haben (siehe weiter unten).
Eine weitere Straße führte vom Südende des heutigen Marktplatzes (ehemalige porta Decumana/Südtor) zum einstigen Tempelbezirk bei der heutigen Pfarrkirche von Sindelburg. Entlang dieser Straße befand sich auch das Gräberfeld (Stelen) für die Soldaten und die Zivilbevölkerung. Viele der heute im Römermuseum befindlichen Grabsteine stammen von dort. Die meisten wurden in nachrömischer Zeit als billiges Baumaterial für die Pfarrkirche, das Schloss, die Schule oder Wohnhäuser wiederverwendet.

## Vicus
Das Lagerdorf (Vicus) erstreckte sich südlich des Kastells bis etwa zur Straße nach Ardagger. Hier wohnten Handwerker, Händler und die Familien der Soldaten und Veteranen. Einige von ihnen hatten es offensichtlich zu einem gewissen Wohlstand gebracht, da sie sich gut ausgestattete Steinhäuser mit Wandverputz, Böden aus Ziegelrhombenpflaster und Hypokaustheizungen leisten konnten. In den Grabungsplänen wurden nur die Fundplätze von Häusern eingetragen, die Steinfundamente besaßen. Die meisten Häuser des Wallseer vicus bestanden aber wohl hauptsächlich aus Holz oder Lehm, ihre Reste konnten erst durch behutsame archäologische Grabungen aufgedeckt werden. Es wurden auch beheizbare und teilunterkellerte Wohn- oder Wirtschaftsgebäude nachgewiesen, an Handwerksbetrieben konnten Töpfereien und Schmiedewerkstätten identifiziert werden. Nach wie vor nicht geklärt ist die Position jenes Gräberfeldes, aus dem die im Wallseer Schloss verwahrten Grabdenkmäler stammen.

## Gewerbebetriebe
Im Jahre 1978 gelang die spektakulärste Entdeckung des Zivilvicus. Bei Aushubarbeiten für das Haus Wallsee Nr. 83 kam ein Keller mit Gewerbekeramik zum Vorschein. Die Form der Gefäße ließ den Schluss zu, dass in antiker Zeit hier ein milchverarbeitender Betrieb existiert haben könnte. Hier fanden sich auch die Reste riesiger Tonschüsseln von fast 1 m Durchmesser, in denen vielleicht Topfen und Käse erzeugt wurde. Gefäße zur Lagerung von Molke, wie man es aus dem Befund heraus interpretiert hat, könnten ebenfalls zur Käsegewinnung gedient haben. Ihr Besitzer war offensichtlich sehr vermögend, dass er sich neben einer Hypokaustenheizung drei verschiedene Arten von Terrazzoböden, Wandmalereien und eine sehr schön gearbeitete Marmorstatue, die eine Gottheit darstellte, leisten konnte. Auch an anderer Stelle wurde eine weitere Riesenschüssel gefunden (Haus Nr. 150).
Ein anderes Betriebsgebäude, in dem Ausgangsmaterial für die Herstellung von Terrazzo-Estrich, Ziegelsplitt, hergestellt wurde, fand sich beim Baugrubenaushub des Hauses Nr. 96 in der Josefsiedlung. Unter dem Humus lagen u. a. große Mengen feinst gesiebten Ziegelsplittes.
Im Nordwesten des Kastells befand sich eine große Ziegelbrennerei mit Stapelplatz der sowohl von einem privaten Produzenten, Petronius, als auch von der Armee genutzt wurde (Grundstück Ufer Nr. 34). In den Brennöfen wurden hauptsächlich Tegulae (Dachziegel) hergestellt, da nur ziegelgedeckte Gebäude wirksamen Schutz gegen feindliche Brandgeschosse boten. Für die Militärbauten wurden daher große, dicke Ziegelplatten produziert (sog. Later: 45 × 33 × 5 cm oder Semilater: 22 × 33 × 5 cm). Sie wurden – den Funden nach zu schließen – in Wallsee nur für Böden in militärischen Gebäuden, zur Abdeckung der Kastellmauerkrone und in der Ziegelei selbst verwendet.
Kleine quadratische Plattenziegel (18 × 18 × 3 cm) wurden als Gewölbeziegel verbaut. Eine Spezialität waren die – durch eine mit Glimmer versetzte Lehmmischung hergestellten – Heizröhrenziegel (Tubuli), die für Rauchabzugskanäle in Hypokaustheizungen dienten.

## Kult und Religion
Zur Römerzeit befand sich mit ziemlicher Sicherheit außerhalb des Wallseer Kastells auch ein Heiligtum oder Tempelbezirk. Man weiß jedoch nicht, welche Gottheit dort verehrt wurde. In Städten und Militärlagern wurde üblicherweise die Göttertrias Jupiter, Juno und Minerva verehrt. Am norischen Limes breiteten sich aber seit der Spätantike auch orientalische Kulte aus.
Seit der Auffindung eines Dolichenusaltars im Restkastell weiß man, dass diese Gottheit auch von der Wallseer Garnison verehrt wurde. Ein weiterer populärer Kult unter den Kastellbesatzungen war der des Mithras. Dieser ursprünglich aus Persien stammende Lichtgott wurde vorzugsweise in natürlichen oder künstlichen Höhlen (Mithräum) verehrt. Auf der Parzelle 79/2 befindet sich eine flache Höhle in einem Sandsteinfelsen. Noch in den 1960er-Jahren begaben sich die älteren Frauen des Ortes im Mai jedes Jahr dorthin, um zu einer dort aufgestellten Marienstatue zu beten. Hier drängt sich die Vermutung auf, dass dieser christliche Verehrungsplatz ursprünglich ein Mithrasheiligtum beherbergt haben könnte. Ob zwei 1989 geborgene Säulenfundamentsteine aus Wallseer Sandstein zu einem Grabmal oder vielleicht zu einem Tempel am Standort der heutigen Pfarrkirche von Sindelburg gehört haben, konnte bis dato nicht geklärt werden.
Der Fund eines römerzeitlichen Dachziegels aus dem Lagerdorf mit der Einritzung eines Fisches könnte ein Hinweis darauf sein, dass im Umfeld des Kastells schon sehr früh auch Anhänger des Christentums gelebt haben. Das Fischsymbol als ihr Erkennungszeichen ist für das 1. Jahrhundert n. Chr. archäologisch nachgewiesen. Der Ziegler hatte mit seinem Finger zwei nach links schwimmende Fische eingeritzt. In tieferen Linien sind sogar noch die Spuren seiner Fingernägel erkennbar. Von den beiden dargestellten Fischen ist einer nur halb und vom anderen nur die Bauchflossen erhalten geblieben. Der Fisch hat einen spitzen Kopf der durch die Andeutung eines Kiemendeckels etwas vom Rumpf abgesetzt ist. Der Fischkörper ist mit Schuppen bedeckt. Den Flossen nach zu urteilen, schwimmen beide in dieselbe Richtung. Nach offizieller Anerkennung des Christentums wurde vermutlich anstelle des vorchristlichen Heiligtums bei der heutigen Pfarrkirche von Sindelburg eine christliche Taufkapelle errichtet. Das Patrozinium „Hl. Johannes der Täufer“ ist ein weiteres starkes Indiz für diese Annahme.

## Limesverlauf zwischen Legionslager Albing und Burgus Ybbs
| Name                    | Beschreibung/Zustand | Abbildung |
| ----------------------- | --- | --------- |
| Burgus Wallsee-Nordhang | Auf der – ca. 20 m über der Donau liegenden – Grundparzelle 356/1 (Buchmayer) befindet sich ein 5,7 m × 4,0 m großes Mauergeviert aus Bruchsteinen, das als Keller verwendet wurde. Der Hausbesitzer fand zwischen 1995 und 1997 darin und etwas außerhalb einige römische Münzen die aus der Zeit von Domitian (81–96), Gallienus (253–268), Claudius II (355–363) und Valens (364–378) stammten. Er berichtete später auch von einer großen Menge römischer Dachziegel/tegulae, die bei Baggerarbeiten entdeckt und für einen Neubau wiederverwendet wurden. Elmar Tscholl vermutete, dass es sich hierbei um einen Burgus handelte, der einen toten Winkel in der Sicht auf die Donau abdeckte und überwachte. |           |
| Burgus Sommerau         | Dieser Burgus gilt als weiteres Beispiel einer Wiederbenutzung antiker Bausubstanz im Mittelalter. Die Turmstelle liegt auf einem nach Nord, West und Süd steil abfallenden Geländesporn über der Donau, der im Norden gegen das Donautal und im Westen gegen den Igelgraben abfällt. Im SO der Rotte Sommerau liegt unmittelbar über einem Altarm der Donau (heute Fischteiche) eine rund 10 m hohe Hügelkuppe, die einerseits von der Donau, andererseits vom Schweinbergbach aus dem Gelände geschnitten wurde. Durch Lesfunde römischer Ziegelfragmente bis zur Mitte des 20. Jahrhunderts wurde man auf die römische Vergangenheit dieser Örtlichkeit aufmerksam. In antiken Quellen wird er nicht erwähnt, erst der Summerauer Burgstall, der den Burgus später vereinnahmte, wird in mittelalterlichen Quellen genannt. Aufgrund diese Umstände veranlasste 1992 das Bundesdenkmalamt (Hannsjörg Ubl) eine Sondierung des in Frage kommenden Areals. Antike Bausubstanz ließ sich jedoch nicht mehr feststellen, lediglich Münz- und Kleinfunde bestätigten den Standort. Insgesamt wurden drei Sondierungsschnitte durchgeführt. Der erste - am Gipfel des Burghügels - ergab, dass dieser künstlich aufgeschüttet worden sein musste. Die Lage des Burgus wurde daher weiter südöstlich angenommen. Die exponierte Lage und Ziegelstempel der Legio II Italica, des Grenzgenerals (Dux) Ursicinus und der Auxiliares Lauriacenses verweisen auf eine militärisch genutzte Anlage, vermutlich ein spätantiker Signal- oder Wachtturm. Seine Reste gingen zur Gänze in der mittelalterlichen Burg auf, die heute ebenfalls vollkommen verschwunden ist. Wahrscheinlich wurde er zeitgleich mit dem Burgus von Au-Rotte Hof errichtet. Die Anlage gehörte zum spätantiken Grenzsicherungssystem von Ufernoricum. |           |
| Burgus Au-Rotte Hof     | Die Turmstelle gehört zum Gemeindegebiet von Strengberg im Ortsteil Au-Rotte Hof/Thürnbach. Der spätantike Burgus liegt bei der sogenannten Engelbachmühle über dem Auland der Donau auf einem herausgehobenen Ausläufer der Strengberge zwischen dem Legionslager Lauriacum und dem Kastell Wallsee. Er wird im Norden durch den Engelbach begrenzt und fällt im Osten und Westen gegen das Donauufer ab. Im Süden ist noch deutlich ein Graben erkennbar. Für St. Pantaleon und Strengberg liegen schon seit dem 19. Jahrhundert einschlägige Fundberichte vor (Keramik und Ziegelstempel der Legio II Italica, Dux Ursicinus). Nach Mitteilung von K. Kramler wurden bei der Schottergewinnung „...zwei turmartige runde Mauerwerke mit Gewalt zerstört“. Später wurde die Örtlichkeit auch immer wieder von Raubgräbern durchwühlt und der Geländesporn zunehmend zur Gewinnung von Erdreich abgebaggert. Eine 1979 durch das Bundesdenkmalamt veranlasste Notgrabung (Hannsjörg Ubl) konnte trotz allem noch die Reste eines spätantiken Burgus feststellen, der aus Stein errichtet war und im Laufe der Zeit wohl dem Steinraub zum Opfer fiel. Der quadratische Bau maß 9 × 9 m und hatte vermutlich ein Ziegeldach. Die Ziegelstempel lassen auf eine Errichtung des Burgus von Angehörigen der Legio II Italica (im Auftrag des Dux Ursicinus) die in Lauriacum stationiert waren, schließen. Der Turm gehörte zur valentinianischen Grenzsicherungskette Ufernoricums (Zeitrahmen 350–400), in den bekannten antiken Quellen wird er nicht genannt. |           |

## Hinweise
Das Kastell ist heute komplett durch den Ortskern überbaut. Der Verlauf einiger Bereiche der Kastellmauer ist am Markt- bzw. Hauptplatz auf dem Straßenbelag mit aufgemalten grünen Linien gekennzeichnet. Die „Römerwelt Wallsee“ befindet sich im Untergeschoß des Gebäudes der Lebenswelt für gehörlose und taubstumme Menschen. Durch ein automatisches Öffnungssystem hat man dort jederzeit Zutritt. Beim Gemeindeamt oder auch Gastwirten muss hierfür zuerst eine Wertmarke erworben werden. Diese wird am Eingang eingeworfen und öffnet die Tür. Danach kann per Knopfdruck eine Multimediashow gestartet werden, mit der den Besuchern die Geschichte des Kastells vermittelt wird. In der Ausstellung ist auch der Grabstein des Sixtinus zu sehen, auf dem der Verstorbene und seine Frau abgebildet sind. Sämtliche Ausgrabungsfunde sind im 1997 eröffneten Römermuseum im sog. „Salzhaus“, untergebracht. Wallsee liegt direkt am Donau-Radweg, der auch um den Burgfried führt. Die Örtlichkeit des Sommerauer Burgus kann von der Landstraße Wallsee-Ardagger über eine Stichstraße nach Schweinberg erreicht werden. Zum Burgus von Au-Rotte Hof gelangt man über die B1 und eine westlich von Strengberg Richtung Norden abzweigenden Stichstraße.

## Denkmalschutz
Die Anlagen sind Bodendenkmäler im Sinne des Österreichischen Denkmalschutzgesetzes. Nachforschungen und gezieltes Sammeln von Funden ohne Genehmigung des Bundesdenkmalamtes stellen eine strafbare Handlung dar. Zufällige Funde archäologischer Objekte sowie alle in den Boden eingreifenden Maßnahmen sind dem Bundesdenkmalamt (Abteilung für Bodendenkmale) zu melden.